# Gasten (Gemeinde Ober-Grafendorf)
Gasten ist eine Ortschaft und eine Katastralgemeinde der Gemeinde Ober-Grafendorf im Bezirk Sankt Pölten-Land in Niederösterreich. Die Ortschaft hat 35 Einwohner (Stand 1. Jänner 2024).

## Geografie
Gasten befindet sich am Krickelbach südwestlich von Ober-Grafendorf. Die Rotte besteht weiters aus drei Einzellagen. Am 1. April 2020 umfasste die Ortschaft 16 Adressen.

## Siedlungsentwicklung
Zum Jahreswechsel 1979/1980 befanden sich in der Katastralgemeinde Gasten insgesamt 18 Bauflächen mit 11.225 m² und 31 Gärten auf 66.071 m², 1989/1990 gab es 19 Bauflächen. 1999/2000 war die Zahl der Bauflächen auf 42 angewachsen und 2009/2010 bestanden 25 Gebäude auf 39 Bauflächen.

## Geschichte
Im Jahr 1822 wurde der Ort als Dorf mit 14 Häusern genannt, das nach Ober-Grafendorf eingepfarrt war, wohin auch die Kinder eingeschult wurden. Die Herrschaft Lilienfeld besaß die Ortsobrigkeit und übte die Landgerichtsbarkeit aus, die Herrschaft Fridau besorgte die Konskription. Die Untertanen und Grundholde des Ortes gehörten den Herrschaften Lilienfeld und Fridau. Laut Adressbuch von Österreich waren im Jahr 1938 in Gasten ein Gastwirt und ein Landwirt mit Ab-Hof-Verkauf ansässig.

## Bodennutzung
Die Katastralgemeinde ist landwirtschaftlich geprägt. 143 Hektar wurden zum Jahreswechsel 1979/1980 landwirtschaftlich genutzt und 11 Hektar waren forstwirtschaftlich geführte Waldflächen. 1999/2000 wurde auf 143 Hektar Landwirtschaft betrieben und 13 Hektar waren als forstwirtschaftlich genutzte Flächen ausgewiesen. Ende 2018 waren 144 Hektar als landwirtschaftliche Flächen genutzt und Forstwirtschaft wurde auf 13 Hektar betrieben. Die durchschnittliche Bodenklimazahl von Gasten beträgt 56,1 (Stand 2010).